# Zamacra praeacutaria
Zamacra praeacutaria là một loài bướm đêm trong họ Geometridae.